# Лорен Маєр
Лорен Генрі Маєр (англ. Loren Henry Meyer, нар. 30 грудня 1972, Емметсбург, Айова, США) — американський професіональний баскетболіст, що грав на позиції центрового за декілька команд НБА.

## Ігрова кар'єра
На  університетському рівні грав за команду Айова Стейт (1991–1995). 
1995 року був обраний у першому раунді драфту НБА під загальним 24-м номером командою «Даллас Маверікс». Професійну кар'єру розпочав 1995 року виступами за тих же «Даллас Маверікс», захищав кольори команди з Далласа протягом одного сезону.
З 1996 по 1997 рік грав у складі «Фінікс Санз».
Частину 1999 року виступав у складі «Денвер Наггетс».
Останньою ж командою в кар'єрі гравця стала «Чешир Джетс» з Великої Британії, до складу якої він приєднався 2000 року і за яку відіграв один сезон.